# اوای‌اف
اوای‌اف (انگلیسی: ÖAF) شرکت خودروسازی اتریشی است، که در سال ۱۹۰۷ تأسیس شد.